# Curt Alexander
Curt Alexander est un scénariste d'origine allemande, né le 15 novembre 1900 à Berlin, mort en 1945.

## Biographie
Au début des années 1920, Curt Alexander travaille pour le théâtre, comme dramaturge et metteur en scène. Puis, avec le parlant, il devient scénariste pour le cinéma.
D'origine juive, il doit quitter l'Allemagne en 1933, pour émigrer en France. Tout au long de cette période, il écrit fréquemment pour Max Ophüls.
Arrêté et déporté, il meurt en avril 1945 à Gröditz.

## Filmographie
Scénariste
- 1931 : Wer nimmt die Liebe ernst...
- 1932 : Fünf von der Jazzband
- 1932 : Der Sprung ins Nichts
- 1932 : La Fiancée vendue (Die verkaufte Braut) de Max Ophüls
- 1933 : Eine Stadt steht kopf
- 1933 : Liebelei de Max Ophüls
- 1933 : Toto de Jacques Tourneur
- 1934 : La Dame de tout le monde (La signora di tutti) de Max Ophüls
- 1936 : Le scarpe al sole
- 1936 : Amore de Carlo Ludovico Bragaglia
- 1937 : La fossa degli angeli de Carlo Ludovico Bragaglia et Curt Alexander
- 1937 : I due barbieri
- 1937 : La Tendre Ennemie de Max Ophüls
- 1939 : Raphaël le tatoué de Christian-Jaque
- 1939 : Allegri masnadieri
- 1939 : Boefje de Douglas Sirk
- 1940 : Menaces de Edmond T. Gréville
- 1940 : Sans lendemain de Max Ophüls
- 1940 : De Mayerling à Sarajevo de Max Ophüls
- 1945 : Félicie Nanteuil de Marc Allégret